# Thế Lữ
Thế Lữ (10 tháng 6 năm 1907 – 3 tháng 6 năm 1989), tên khai sinh là Nguyễn Đình Lễ (sau đó đổi thành Nguyễn Thứ Lễ), là một nhà thơ, nhà văn kiêm nhà soạn kịch người Việt Nam. Thế Lữ nổi danh trên văn đàn vào những năm 1930, với những tác phẩm Thơ mới, đặc biệt là bài Nhớ rừng, cùng những tác phẩm văn xuôi, tiêu biểu là tập truyện Vàng và máu (1934). Trở thành thành viên của nhóm Tự Lực văn đoàn kể từ khi mới thành lập (1934), ông hầu hết hoạt động sáng tác văn chương trong thời gian là thành viên của nhóm, đồng thời cũng đảm nhận vai trò là một nhà báo, nhà phê bình, biên tập viên mẫn cán của các tờ báo Phong hóa và Ngày nay.
Từ năm 1937, hoạt động của Thế Lữ chủ yếu chuyển hướng sang biểu diễn kịch nói, trở thành diễn viên, đạo diễn, nhà viết kịch, trưởng các ban kịch Tinh Hoa, Thế Lữ, Anh Vũ, hoạt động cho đến sau Cách mạng tháng Tám. Ông tham gia kháng chiến chống Pháp, làm kịch kháng chiến trong những năm Chiến tranh Đông Dương. Sau Hiệp định Genève, ông tiếp tục hoạt động sân khấu, trở thành Chủ tịch đầu tiên của Hội Nghệ sĩ Sân khấu Việt Nam (1957 – 1977). Ông được coi là một người tiên phong, không chỉ trong phong trào Thơ mới, trong lĩnh vực văn chương trinh thám, kinh dị, đường rừng, mà còn là người có đóng góp rất lớn trong việc chuyên nghiệp hóa nghệ thuật biểu diễn kịch nói ở Việt Nam. Thế Lữ đã được Nhà nước Việt Nam trao tặng danh hiệu Nghệ sĩ nhân dân năm 1984 và Giải thưởng Hồ Chí Minh về văn học nghệ thuật đợt II năm 2000.

## Tiểu sử
Thế Lữ, tên khai sinh Nguyễn Đình Lễ, sinh ngày 10 tháng 6 năm 1907 tại ấp Thái Hà, Hà Nội. Quê cha ông ở làng Phù Đổng, huyện Tiên Du (nay là Phù Đổng, Gia Lâm, Hà Nội), quê mẹ ở Nam Định. Tên Nguyễn Đình Lễ sau đó được đổi thành Nguyễn Thứ Lễ vì ông là con thứ. Khi lên 10 tuổi, người anh trai (hơn ông một tuổi) mất, ông lại đổi tên lại thành Nguyễn Đình Lễ. Lớn lên ông dùng lại tên Nguyễn Thứ Lễ, khi viết văn nói lái lại là Nguyễn Thế Lữ, sau rút gọn thành Thế Lữ. Bút danh Thế Lữ, mang nghĩa "người khách đi qua trần thế" lại phù hợp với quan niệm sống của ông khi ấy. Ông còn có tên khác là Nguyễn Khắc Thảo, nhưng sau cũng bỏ đi vì trùng tên. Khi viết báo, đôi khi ông ký bút danh hài hước Lê Ta, xuất phát từ tên Lễ biến thành "Lê Ngã", "ta" cũng tức là "ngã".
Cha ông là sếp ga xe lửa trên tuyến đường sắt Lạng Sơn – Thanh Hóa. Mẹ ông sinh ra trong gia đình Công giáo, kết hôn với cha ông trước, nhưng lại không được gia đình bên nội thừa nhận. Khi mới vài tháng tuổi, Thế Lữ bị đưa rời khỏi mẹ, đem lên Lạng Sơn sống cùng bà nội, cha và u (vợ chính thức của cha). Xa mẹ từ nhỏ, mỗi năm có được gặp một đôi lần, nên theo như Thế Lữ nhớ lại, chủ đề chính từ khi ông còn bé cho đến năm 10 tuổi là xa cách, nhớ thương người mẹ ruột của mình. Sống ở xứ Lạng Sơn, núi rừng thiên nhiên nơi đây với những câu chuyện kinh dị ma quái mà ông được nghe từ nhỏ đã trở thành nguồn tư liệu, tạo cảm hứng cho các tác phẩm văn xuôi của ông sau này.

## Cuộc đời

Thế Lữ (13 tuổi) cùng mẹ và em gái (1921)

Thế Lữ học chữ Nho khi lên 8 tuổi, học chữ Quốc ngữ khi lên 10. Sau khi anh trai mất, ông được quay trở về Hải Phòng ở với mẹ. Ở Hải Phòng, ông học tư với cha của Vũ Đình Quý, người bạn thân đầu tiên của ông. Ít lâu sau, ông xin vào học lớp Đồng ấu của trường Pháp Việt (École communale) mới mở ở Ngõ Nghè. Năm 1924, ông thi đỗ Sơ học (cepfi), sau đó ốm một năm. Khi đó, mới 17 tuổi, Thế Lữ đã lập gia đình với Nguyễn Thị Khương, người vợ hơn ông 2 tuổi.
Năm 1925, ông vào học Cao đẳng Tiểu học Bonnal ở Hải Phòng, học được 3 năm thì bỏ. Những năm học Thành chung, ông chịu tác động từ tinh thần yêu nước của giới học sinh, qua báo Việt Nam hồn từ Pháp gửi về, cũng như từ những thầy giáo như Trịnh Đình Rư, Hoàng Ngọc Phách, Nguyễn Hữu Tảo. Năm 1928, ông tham gia Việt Nam Thanh niên Cách mạng Đồng chí Hội, cùng hoạt động với Nguyễn Văn Linh ở Hải Phòng. Theo Nguyễn Đình Thi, thì đến năm 1930, khi Hội Thanh niên chuyển thành Đảng Cộng sản Việt Nam, Thế Lữ dù tán thành đường lối của Đảng, nhưng do gia đình theo Công giáo nên không thể gia nhập.
Năm 1929, ông lên Hà Nội, thi đỗ dự thính vào trường Cao đẳng Mỹ thuật Đông Dương, học cũng chỉ một năm rồi lại bỏ do bất mãn với một giáo sư và giám hiệu của trường. Ở trường mỹ thuật, ông chơi thân nhất với những bạn như Nguyễn Đỗ Cung, Trần Bình Lộc; cùng với Vũ Đình Liên, Ngô Bích San, Hoàng Lập Ngôn... tổ chức một salon littéraire, chuyên thảo luận về văn học.
Thời gian này, ông bắt đầu viết văn, với những truyện đầu tiên ghi lại những gì ông nghe thấy khi ở Lạng Sơn. Được sự khuyến khích của Vũ Đình Liên, Thế Lữ đã gửi các tác phẩm đầu tay của mình cho Nhà xuất bản Tân Dân, ký thêm bút danh tưởng tượng "Đào Thị Tô cùng viết với Thế Lữ" nhằm thu hút sự chú ý. Hai cuốn Một truyện báo thù ghê gớm và Tiếng hú hồn của mụ Ké sau được Vũ Đình Long khen ngợi và cho in ra, điều này cũng đã khuyến khích Thế Lữ rời bỏ trường Mỹ thuật. Một nguyên nhân khác nữa bởi ông bị lao, tuy nhiên sau đó được chữa khỏi bệnh. Từ bỏ con đường hội họa, Thế Lữ bước hẳn sang hoạt động sáng tác văn chương.

## Hoạt động văn học và Tự Lực văn đoàn
Trước khi về Hải Phòng, Thế Lữ làm người sửa bản in cho báo Volonté Indochinoise (Ý muốn của Đông Dương), thường đi làm qua Vườn bách thảo Hà Nội, thời gian này ông đã viết bài thơ nổi tiếng Nhớ rừng. Sau khi trở về Hải Phòng, được mẹ cho dựng một căn nhà lá cạnh Đồ Sơn để chữa bệnh, Thế Lữ bắt đầu tập trung vào viết văn và làm thơ. Một trong những bài thơ đầu tiên của ông là Lời than thở của nàng Mỹ thuật và Lựa tiếng đàn để gửi cho các bạn trường Mỹ thuật ở Hà Nội. Ông còn viết cả truyện lãng mạn, ví dụ như Suối lệ, đã được đăng trên một vài tờ báo cũng như sách của Tân Dân.
Sau khi tờ Phong hóa (bộ mới) ra mắt (tháng 9 năm 1932), Thế Lữ đã chào đón và gửi bài. Bài thơ đầu tiên của Thế Lữ trên Phong hóa là Con người vơ vẩn đăng vào số Tết năm 1933. Sau đó, khi đến tòa soạn Phong hóa lần đầu tiên, ông đã đọc những bài thơ mình sáng tác, và được Khái Hưng ca ngợi là "Lamartine của Việt Nam". Bên cạnh đó, Nguyễn Tường Tam còn đặc biệt chú ý đến những truyện Một đêm trăng, Vàng và máu, cũng như tác giả của hai truyện này, cho rằng đó là một "cây bút mới mẻ", "có triển vọng", "sẽ kết nạp cho được và chắc chắn không khó khăn". Không lâu sau, Thế Lữ được mời vào làm việc tại Phong hóa, và Nhất Linh sau đó cũng có bài viết trân trọng, đề cao Thế Lữ và thơ văn của ông.
Tháng 3 năm 1934,[a] Tự Lực văn đoàn chính thức ra đời với 6 thành viên ban đầu: Nhất Linh, Hoàng Đạo, Khái Hưng, Thạch Lam, Tú Mỡ và Thế Lữ, cũng là các thành viên nòng cốt của tờ Phong hóa (mới). Thế Lữ tán đồng với quan niệm của Tự Lực văn đoàn và Phong hóa: lên án tư tưởng Nho giáo phong kiến, đả kích thói hư tật xấu, tệ nạn xã hội bằng sự châm biếm hài hước, đồng thời đổi mới quan niệm sáng tác, giải phóng cá nhân, và đấu tranh xây dựng nền văn chương và ngôn ngữ Việt. Cũng từ đó, gần 10 năm, hoạt động văn học và báo chí của Thế Lữ gắn bó chặt chẽ với Tự Lực văn đoàn, và cũng hầu như thu gọn trong khoảng thời gian này.
Về báo chí, ông tham gia viết báo, biên tập cho tờ Phong hóa rồi tờ Ngày nay (ra mắt sau khi Phong hóa đóng cửa năm 1936). Với các bút danh Thế Lữ, Lê Ta, Mười Ba Chàng, ông viết bài cho các chuyên mục "Cuộc điểm báo", "Cuộc điểm sách", "Từ cao đến thấp"..., (Phong hóa) rồi "Điểm báo", "Tin thơ", "Tin văn... vắn"... (Ngày nay). Ngoài các mục cố định, Thế Lữ còn có nhiều bài bình luận, phân tích về các vấn đề văn chương, nghệ thuật, các bài phê bình sách. Ông là giám khảo cho tất cả ba cuộc thi của Tự Lực văn đoàn (1935, 1937, 1939), góp tiếng nói giúp khẳng định những tác phẩm được trao giải. Mục Tin thơ do ông phụ trách toàn bộ cũng phát hiện và khích lệ một số khả năng Thơ mới; đồng thời Thế Lữ, cùng với Lưu Trọng Lư, Huy Thông và các nhà thơ, tác giả khác, cũng góp công lớn trong việc đem lại thành công cho phong trào Thơ mới, chống lại thơ cũ, bảo vệ và đề cao thơ mới bằng các bài báo, đăng các sáng tác trong đó có sáng tác của chính mình. Bài thơ Nhớ rừng gây tác động mạnh mẽ lên công chúng, cùng các bài thơ nổi tiếng khác sau đó như Cây đàn muôn điệu, Tiếng sáo thiên thai..., được đăng trên Phong hóa, sau này được tập hợp lại trong tập thơ đầu tay Mấy vần thơ (1935), đã góp phần đem lại thắng lợi hoàn toàn cho phong trào Thơ mới, cũng như đưa ông trở thành một nhà thơ tiêu biểu của Thơ mới thuở ban đầu. Ngoài ra, ông còn có nhiều tác phẩm văn xuôi, ở các thể loại trinh thám, kinh dị và lãng mạn, cũng gây được sự chú ý của công chúng.
Thế Lữ là một trong các tác giả Tự Lực có nhiều tác phẩm nhất được Nhà xuất bản Đời nay phát hành. Từ năm 1934 đến năm 1943, ông cho ra mắt 12 cuốn sách, trung bình mỗi năm một cuốn, có những năm hai (1937, 1942), ba cuốn (1941). Đáng chú ý nhất là tập truyện đầu tay Vàng và máu (1934, được Khái Hưng viết lời giới thiệu), tập thơ thứ nhất Mấy vần thơ (1935), sau được sửa chữa và bổ sung nhiều bài mới trong Mấy vần thơ, tập mới (1941).
Kể từ năm 1937, ông dành nhiều thời gian và tâm huyết cho sân khấu kịch nói, dù vẫn làm việc tại báo Ngày nay cho tới khi tờ này đóng cửa (sau 1940). Sau 1945, hoạt động và tư tưởng của Thế Lữ tách rời hẳn với hoạt động của Nguyễn Tường Tam, Khái Hưng, Hoàng Đạo. Thế Lữ sau này đã phủ định mạnh mẽ hầu như toàn bộ đóng góp của Tự Lực văn đoàn vào nền văn hóa dân tộc, và Phạm Đình Ân đã coi đó là suy nghĩ cực đoạn, phiến diện, nhất thời trong bối cạnh xã hội - chính trị lúc bấy giờ. Dù vậy, những năm tháng cuối đời, Thế Lữ khi hồi tưởng về thời kỳ này đã nói: "Không có báo Phong hóa, Ngày nay, không có bạn bè Tự Lực, không có bạn thơ văn ngày ấy ăn ở với nhau như bát nước đầy, sẵn lòng yêu tài, mến đức của nhau... thì không có Thế Lữ".

## Hoạt động sân khấu trước 1946

### Bước khởi đầu
Thế Lữ làm quen với sân khấu kịch nói từ năm 1923, khi lần đầu tiên được xem vở Tây Nam đắc bằng của Nguyễn Đình Kao, vở kịch nói chuyển thể từ tuồng cổ. Đến năm 1928, khi đang học năm thứ 3 Thành chung, nhân dịp Hội Trí tri (Hải Phòng) tổ chức quyên tiền xây dựng sân bóng, Thế Lữ đã đóng vai lão Quý trong vở Lọ vàng - do Mai Phương phóng tác từ Cái nồi (La marmite) của Plautus - dưới sự hướng dẫn của Hoàng Ngọc Phách và được Vi Huyền Đắc, Nguyễn Hữu Kim hết lời khen ngợi. Ở Hà Nội, ông được xem một số buổi diễn của ban kịch Pháp "Les comédiens français", hay nhóm kịch của Claude Bourain. Đến năm 1932, ông bắt đầu tham gia phê bình, góp ý cho một số vở diễn, đồng thời viết một vở bằng tiếng Pháp mang tên Le cauchemar d'un étudiant (Cơn ác mộng của một sinh viên – đã được Năm Châu chuyển thể thành cải lương). Ông còn tìm đọc nhiều sách báo viết về nghệ thuật sân khấu bằng tiếng Pháp. Thế Lữ say mê sân khấu kịch Pháp, muốn lấy đây làm đích để vươn lên cho sân khấu Việt Nam.
Những năm đầu gia nhập Tự Lực văn đoàn, Thế Lữ vẫn quan tâm đến nghệ thuật kịch nói. Năm 1935, ông cùng với Lan Sơn, Lê Đại Thanh thành lập một nhóm kịch ở Hải Phòng, đương thời được gọi là nhóm kịch Thế Lữ, chủ yếu diễn các vở của Vi Huyền Đắc. Thời kỳ này, dù sáng tác kịch nói Việt Nam đã ra đời hơn chục năm (từ năm 1921 với Chén thuốc độc của Vũ Đình Long), thì hoạt động biểu diễn kịch nói lúc này vẫn còn mang tính nghiệp dư, các buổi diễn được tổ chức đều phải dựa vào cớ "vì việc nghĩa", diễn kịch để làm từ thiện, và cũng vì thế mà chất lượng nghệ thuật không được cả người diễn lẫn khán giả chú trọng. Thế Lữ chủ trương chống lối diễn kịch trên, ông kêu gọi trên báo Ngày nay số 116:
| “ | Cần phải có những tác phẩm mới khác nữa của những kịch sĩ mới, những bài học có giá trị để làm mất hẳn cái đội "kịch sĩ ô hợp", chưa hiểu thế nào là nghệ thuật mà đã đi tìm vinh hạnh trên kịch đài... Đó là những con người "nhất thời chế biến", họ lại không chịu học hỏi suy xét và coi sự luyện tập, sự diễn đạt rẻ rúng như một trò chơi... ...Sân khấu phải là một mỹ đài để cho người nghệ sĩ thi thố tài hoa. Những tài tử phải là những con cưng của toàn thể khán giả. Đi xem kịch không phải như trước chỉ để nghe vở mà còn xem cả nghệ thuật của người sắm vai. | ” |

### Nhóm kịchTinh hoa
Năm 1936, một nhóm các văn nghệ sĩ bao gồm Thế Lữ, Đoàn Phú Tứ, Nguyễn Lương Ngọc, Phạm Văn Hạnh, Trần Bình Lộc, Nguyễn Đỗ Cung, Vũ Đình Liên... thành lập một ban kịch lấy tên Tinh hoa, với mục đích "khởi sắc kịch Việt Nam khả dĩ không thua kém kịch trường Pháp". Nhóm kịch có báo Tinh hoa làm cơ quan ngôn luận. Đây cũng là lần đầu tiên ở Việt Nam, tập hợp đông đảo các văn, nghệ, kịch, họa sĩ, tổ chức quy củ nên một ban kịch nghiệp dư với mục đích phụng sự nghệ thuật, "vì sân khấu" chứ không phải vì bất cứ công việc từ thiện nào. Thế Lữ là đạo diễn, thời đấy gọi là "nhà dàn cảnh", kiêm diễn viên và người tổ chức của ban kịch. Ngày 13 tháng 3 năm 1937, tại Nhà hát lớn Hà Nội, ban kịch Tinh hoa công diễn với hai vở kịch: Sau cuộc khiêu vũ (một hồi) và Ghen (ba hồi), đều là sáng tác của Đoàn Phú Tứ. Đạo diễn chương trình là Thế Lữ, các diễn viên gồm Thế Lữ, Vũ Đình Hòe, Đoàn Phú Tứ, Khánh Vân, Minh Trâm, Lê Đình Quy. Đêm kịch diễn ra thành công, và các diễn viên cũng gây dấu ấn với khán giả bằng diễn xuất của mình.

Vở kịch Ông Ký Cóp do Thế Lữ đạo diễn quảng cáo trên báo Ngày nay (1938)

Được một thời gian, báo Tinh hoa đình bản và ban kịch cũng ngừng hoạt động. Thế Lữ, với mong muốn tiếp tục hoạt động sân khấu, đã quay trở về Hải Phòng, tiếp tục gây dựng nhóm kịch Thế Lữ. Bên cạnh các thành viên cũ, còn có thêm các diễn viên mới như Lê Thương, Linh Tâm, Huyền Thanh, Thanh Hương, Lan Bình, Song Kim, Minh Trâm...; Tô Ngọc Vân, Lê Thị Lựu làm họa sĩ trang trí. Nhóm kịch đã cho ra mắt một số vở diễn tại Nhà hát lớn Hải Phòng, bao gồm Kim tiền của Vi Huyền Đắc (tháng 2 năm 1938), chương trình kịch ngắn gồm bốn vở Những bức thư tình, Mơ hoa, Gái không chồng, Kiều Liên của Đoàn Phú Tứ, chương trình hai vở Sau cuộc khiêu vũ (Đoàn Phú Tứ) và Ông Ký Cóp (Vi Huyền Đắc). Thế Lữ ngoài công việc đạo diễn còn đảm nhận vai chính trong một số vở, như Đường trong Gái không chồng, Minh trong Sau cuộc khiêu vũ, ông Ký Cóp trong Ông Ký Cóp.
Sau những đêm diễn ở Hải Phòng, Thế Lữ mong muốn được đem nhóm kịch lên Hà Nội. Một may mắn đến với cả nhóm là lời mời của tờ báo Tin tức, cơ quan ngôn luận của Mặt trận Dân chủ Đông Dương. Được Nguyên Hồng, Như Phong gợi ý, tờ báo muốn mời nhóm kịch Thế Lữ lên diễn tại Nhà hát lớn Hà Nội để làm công tác vận động quần chúng. Với sự giúp đỡ trực tiếp của Đào Duy Kỳ ở Tin tức, nhóm đã dàn dựng và công diễn hai vở Ông Ký Cóp (19 tháng 11 năm 1938) và Lọ vàng (13 tháng 5 năm 1939). Hai đêm diễn đều gây tiếng vang lớn đổi với khán giả Hà Nội và nhận được nhiều bài tường thuật, bình luận trên các báo, đặc biệt là các bài phê bình tích cực của Như Phong, Nguyễn Tuân, Chu Ngọc, Thạch Lam. Trong vở hài kịch Lọ vàng, vở diễn mà Thế Lữ đã tham gia khi còn là học sinh, ông lần nữa đóng vai lão Quý, tạo dựng thành công hình ảnh một lão Quý "bần tiện, ích kỷ, đầy dục vọng xấu xa". Cuối năm 1938, Thế Lữ kết hôn với Song Kim, một diễn viên trong nhóm kịch.
Thời gian này, bên cạnh công việc tại tòa soạn báo Ngày nay, Thế Lữ chủ yếu ở ngôi nhà trên Ngã Tư Sở, được ông thuê làm trụ sở cho nhóm kịch. Hoạt động kịch của Thế Lữ gặp phải sự phản đối của Nhất Linh và Hoàng Đạo (nhà văn) trong Tự Lực văn đoàn, bởi họ không muốn Thế Lữ vì thế mà giảm sút hoạt động làm báo với họ. Ngược lại, Khái Hưng, Thạch Lam và Tú Mỡ lại ủng hộ nhóm kịch. Khái Hưng viết một số vở kịch cho nhóm, Thạch Lam viết nhiều bài phê bình để khích lệ. Về Tú Mỡ, vốn say mê nghệ thuật sân khấu, cũng hứa tham gia nhóm kịch khi nào Thế Lữ cần.
Nửa cuối năm 1939, nhóm kịch của Thế Lữ hoạt động trầm lặng, chỉ đi diễn ở một số tỉnh lẻ. Ngoài Lọ vàng, trong năm này nhóm chỉ dựng vở Đoạn tuyệt (do Nguyễn Xuân Đào soạn từ tiểu thuyết của Nhất Linh). Vở này lần đầu ra mắt vào tháng 3 năm 1939, có sự tham gia lần đầu của Tú Mỡ với nhiều sáng tạo trong vai Thân, anh chồng giàu có nhưng đần độn, nhạt nhẽo. Nhìn chung, sau những buổi trình diễn, nhóm kịch Thế Lữ tỏ ra có uy tín vững chắc hơn ban kịch Tinh hoa trước đây, bởi kịch bản và trình độ nghệ thuật chắc chắn trong cách diễn, cách dàn dựng của Thế Lữ và các nghệ sĩ của nhóm.

### Ban kịch Thế Lữ
Ý định thành lập một ban kịch chính thức đã được Thế Lữ ấp ủ từ lâu. Khi Thế chiến II nổ ra, chính quyền thực dân Pháp tăng cường kiểm duyệt, báo Tin tức phải đóng cửa, hy vọng của Thế Lữ về việc tái hợp tác với nhóm Đào Duy Kỳ cũng chấm dứt. Nhóm kịch Thế Lữ bị theo dõi, hoạt động càng lúc càng khó khăn. Căn nhà ở Ngã Tư Sở bị từ chối không cho thuê tiếp, Thế Lữ – Song Kim được Thạch Lam rủ về ở chung trong ngôi nhà tranh bên Hồ Tây. Một thời gian sau, Thạch Lam qua đời vì bệnh phổi, sức khỏe Thế Lữ cũng yếu đi sau đó. Vợ chồng ông lại được Tú Mỡ giúp thuê hộ một nơi ở mới trên đường Láng, gần ngôi nhà của gia đình Tú Mỡ. Ngôi biệt thự tên là Song An của Vũ Quýnh (Phán Quýnh), bạn của Tú Mỡ cùng làm tại Nha tài chính Đông Dương. Lúc này, báo Ngày nay đã đình bản, gia đình Thế Lữ lâm vào cảnh khó khăn. Song Kim nuôi thỏ để cải thiện kinh tế, còn Thế Lữ dành thời gian rỗi rãi để học thêm chữ Hán.
Song Kim, hồi ký Những chặng đường sân khấu
Ngôi nhà của ông ở đường Láng được bạn bè gọi một cách hoa mỹ là "biệt thự gió bốn phương" - dần trở thành nơi quy tụ nhiều người bạn yêu nghệ thuật. Đầu tiên là Tú Mỡ, Mai Lâm, Huyền Kiêu, rồi Phạm Văn Khoa, Trần Đình Thọ, Phạm Văn Đôn, Trịnh Như Lương, các nhạc sĩ như Nguyễn Xuân Khoát, Lưu Hữu Phước, Lê Thương, cùng Văn Chung – Kim Bình, Kỳ Ngung – Giáng Kiều, Phạm Hồng, Việt Hồng, Thái Bá Cơ, Nguyễn Văn Tỵ,... sau cùng Nguyễn Tuân cũng đến tham gia. Tại căn nhà "gió bốn phương", Thế Lữ cùng những người bạn yêu kịch cùng chí hướng muốn thành lập một ban kịch chuyên nghiệp, có tổ chức, kinh doanh, quản lý quy củ hẳn hoi.
Ban kịch Thế Lữ ra mắt vào năm 1942 với lượng kịch mục phong phú của các tác giả Vi Huyền Đắc, Đoàn Phú Tứ, Mai Phương, Khái Hưng, Bùi Huy Phồn (Đồ Phồn)... Đội ngũ diễn viên của ban dồi dào, đông đảo, có khả năng đảm trách nhiều loại vai. Vốn kinh tế của ban kịch do năm thành viên Phạm Văn Khoa, Phạm Văn Đôn, Trịnh Như Lương, Trần Đình Thọ cùng Thế Lữ đóng góp, mỗi người đóng 500 đồng, trở thành "người sáng lập chủ yếu". Để có số tiền này, Thế Lữ đã đi cầm miếng đất mẹ ông cho và về sau không bao giờ chuộc lại. Thế Lữ là đạo diễn kiêm diễn viên của đoàn, họa sĩ trang trí có Phạm Văn Đôn, Trần Đình Thọ, Nguyễn Thị Kim, riêng Trịnh Như Lương đóng vai trò thủ quỹ và Phạm Văn Khoa làm giao dịch kiêm kỹ thuật hậu đài. Đặc biệt, ban kịch còn đặt ra quy định về chế độ bản quyền, thù lao cho diễn viên và các thành viên khác trong đoàn, đưa kịch nói lần đầu trở thành một nghề chuyên nghiệp.
Vở diễn đầu tiên ra mắt mùa kịch 1942–1943 là Tục lụy,[b] vở kịch thơ ba màn do Thế Lữ chuyển thể từ vở kịch bằng văn xuôi của Khái Hưng, được Lưu Hữu Phước phổ nhạc và dàn nhạc do Nguyễn Xuân Khoát chỉ huy. Bên cạnh các vở cũ như Kim tiền, Ông Ký Cóp, Lọ vàng... được dàn dựng lại, đoàn còn dựng thêm các vở mới như Khóc lên tiếng cười, Đồng bệnh, Kinh Kha, Lệ Chi Viên... Các vở diễn được thực hiện công phu, kỹ càng từ diễn xuất cho tới trang trí, hóa trang, "đã làm cho mùa diễn thực sự thành công, đem lại một không khí mới mẻ cho nghệ thuật sân khấu lúc bấy giờ".
Hoạt động chưa được bao lâu, ban kịch Thế Lữ đã gặp khó khăn từ phía chính quyền. Cơ quan kiểm duyệt I.P.P. tăng cường giám sát khắt khe đối với ban kịch. Vở Kinh Kha, lấy đề tài từ chuyện nhà Tần xâm lược nước Yên, bị cấm diễn sau khi đã ra mắt tại Nhà hát lớn; vở Kim tiền thay thế cũng bị yêu cầu cắt bỏ phần cuối do có đoạn công nhân mỏ đấu tranh chống lại chủ. Để diễn vở này, đoàn kịch phải thay thế đoạn trên bằng chuyện lục đục trong gia đình nhà chủ mỏ. Mối quan hệ của ban kịch với chính quyền thêm căng thẳng, khi Thế Lữ và các thành viên từ chối yêu cầu của nhà cầm quyền: muốn ban kịch diễn vở Évêque d'Adran (Giám mục Bá Đa Lộc), cũng như treo ảnh Pétain trên sân khấu. Gặp sự cấm đoán, cộng thêm điều kiện vật chất nhiều khó khăn, ban kịch Thế Lữ lặng lẽ giải tán một thời gian sau.
Dù chỉ hoạt động trong thời gian không dài, nhưng ban kịch Thế Lữ vẫn được xem là đơn vị kịch nói chuyên nghiệp, có tổ chức và quy mô đầu tiên của Việt Nam, và "chưa có một đơn vị sân khấu nào lại hội tụ được đông đảo văn nhân nghệ sĩ có tên tuổi và trình độ cao như thế".

### Đoàn kịch Anh Vũ
Sau khi ban kịch Thế Lữ giải tán, vợ chồng Thế Lữ về ở trại Doi thuộc làng Sét. Những bạn bè cộng tác cũ vẫn có mặt ở trại, với hy vọng được quay trở lại sân khấu. Thời gian này, Thế Lữ viết vở kịch thơ năm hồi Dương Quý Phi, dựa trên vở kịch nói Trường hận (Éternels regrets) của Vi Huyền Đắc. Cuối năm 1943, Võ Đức Diên, một kiến trúc sư giàu có, tìm đến gặp Thế Lữ, muốn lập ban kịch và mời Thế Lữ tham gia. Hai bên đồng ý thỏa thuận: Võ Đức Diên mua lại ban kịch Thế Lữ, chịu trách nhiệm về phần kinh tế, đồng thời mời các cộng tác viên của ban kịch Thế Lữ cũ, cho Thế Lữ nắm quyền chỉ đạo hoàn toàn về nghệ thuật. Ban kịch mới, xây dựng trên cơ sở của ban Thế Lữ, lấy tên là Đoàn kịch Anh Vũ.

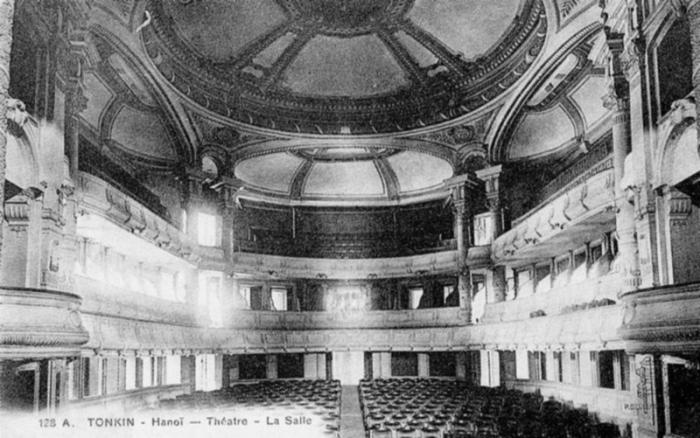
Nhà hát lớn Hà Nội, nơi thường ra mắt các vở diễn của Thế Lữ và đoàn kịch.

Rời trại Doi, Thế Lữ - Song Kim lên ở ngôi nhà ở bãi Nghĩa Dũng, là trụ sở mới của đoàn kịch. Bên cạnh các thành viên cũ, đoàn kịch có thêm sự tham gia của Đỗ Nhuận, Bùi Công Kỳ, các thành viên ít tuổi của ban cải lương Đồng Ấu Tây Phi như Thọ Sơn, Giáng Hương, Thúy Ái, Thúy Nga, Thái An..., đặc biệt là ba nghệ sĩ cải lương nổi tiếng: vợ chồng Sỹ Tiến - Khánh Hợi cùng nghệ sĩ Vân Trung. Được Thế Lữ thuyết phục, các nghệ sĩ cải lương cuối cùng cũng sáp nhập vào đoàn kịch, tham gia cả những vai kịch nói. Kịch thơ Dương Quý Phi mở đầu mùa kịch, chia làm hai vở Trầm Hương Đình và Mã Ngôi Pha, có sự tham gia của Sỹ Tiến trong vai An Lộc Sơn, Thu Hà trong vai Dương Quý Phi được khán giả yêu thích. Thế Lữ đóng vai Đường Minh Hoàng, với diễn xuất khiến người xem thấy "rung động trong lòng, tiếc nuối mối tình dang dở và thương nhân vật phải ôm hận nghìn đời".
Thời gian đoàn kịch ở Hà Nội, các đêm ra mắt vở mới luôn được tổ chức ở Nhà hát lớn, sau đó đem về diễn cố định tại rạp Hiệp Thành. Đến đầu năm 1945, sau khi Nhật đảo chính Pháp, hoạt động sân khấu ở Hà Nội trở nên khó khăn. Để tránh sự chú ý của quân Nhật, Thế Lữ và Đoàn Anh Vũ quyết định đi lưu diễn ở các tỉnh. Hành trình dự định của đoàn là từ Hà Nội đi dọc Quốc lộ 1, vào Sài Gòn, sang Campuchia rồi mới trở ra Bắc. Trong thời gian lưu diễn từ Nam Định tới Thanh Hóa, đoàn kịch cùng sáng tác chung một vở, lấy tên là Đời nghệ sĩ, kể về những nghệ sĩ sân khấu lang thang chịu sự ngược đãi của các chủ gánh hát, bỏ đi lập nên một đoàn riêng, phục vụ cho những ý tưởng nghệ thuật cao đẹp. Những diễn viên của Anh Vũ thể hiện những vai giống như chính mình ngoài đời, đặc biệt có sự tham gia diễn xuất của cả các nhạc sĩ Đỗ Nhuận, Bùi Công Kỳ và Nguyễn Xuân Khoát.

#### Cách mạng tháng Tám
Ngày 19 tháng 8 năm 1945, Cách mạng tháng 8 nổ ra khi đoàn đang diễn tại thị xã Thanh Hóa. Ngay hôm đấy, các nghệ sĩ dàn dựng một chương trình đặc biệt đón chào sự kiện trọng đại này. Vở Đời nghệ sĩ được bổ sung thêm cảnh cuối: những nghệ sĩ lang thang vui sướng đón chào cách mạng. Đoàn còn dựng gấp màn hoạt cảnh Những trang oanh liệt, phác họa lại lịch sử Việt Nam với những anh hùng dân tộc, kết thúc là hình ảnh lá cờ đỏ sao vàng cùng bài hát Tiến quân ca.
Trước khi từ Thanh Hóa vào Vinh, đoàn Anh Vũ dựng vở kịch lịch sử có nội dung chống Pháp, Đề Thám của Lưu Quang Thuận. Đến Vinh, Thế Lữ lại viết và dựng các vở kịch ngắn theo yêu cầu của thành phố nhân dịp Tuần lễ vàng, bao gồm: Phan Đình Phùng tiếp sứ, Ông đồ Giáp - Bagin, Người loong toong trong sở mật thám, mở đầu cho hàng chục vở kịch ứng biến ông viết trên đường lưu diễn về sau. Những kịch bản "sáng tác kịp thời" này được dàn dựng và biểu diễn trong thời gian ngắn, phục vụ theo yêu cầu của từng địa phương. Đáng chú ý có vở Người mù, được Thế Lữ viết ở Huế, với nhân vật chính là một ông lão mù do chính ông đóng, một vai diễn mà Thế Lữ đã mong ước từ lâu. Vở Cụ đạo, sư ông, được viết theo gợi ý của Thanh Tịnh, được diễn nhiều lần bởi đoàn Anh Vũ và trong cả những năm kháng chiến ở Việt Bắc sau này. Tới Quy Nhơn, đoàn kịch phải quay ngược trở lại do tình hình chiến sự miền Nam, không thể đi tiếp hành trình như đã định. Tại đây, đoàn đã gặp gỡ các nghệ nhân tuồng Nguyễn Nho Túy, Ngô Thị Liễu và Minh Đức, cùng tổ chức nên một đêm diễn đặc biệt, kết hợp giữa nghệ thuật kịch nói và tuồng.
Quay trở ra Bắc, đoàn kịch dừng lại diễn ở những địa điểm đã đi qua. Nhiều thành viên rời bỏ đoàn trên đường đi, một số thành viên xây dựng gia đình, một số tham gia đoàn quân Nam tiến chống Pháp. Đoàn kịch Anh Vũ dần tự giải tán. Tháng 4 năm 1946, Thế Lữ – Song Kim về đến Hà Nội.

## Tham gia kháng chiến

### Trước khi chiến tranh bùng nổ
Trở về ngôi nhà cũ ở bãi Nghĩa Dũng, Hà Nội sau chuyến lưu diễn, gia đình Thế Lữ lại rơi vào cảnh khó khăn túng bấn. Lúc này tình hình chính trị, đảng phái đang rất phức tạp; đôi khi một số thành viên Quốc dân Đảng như Trọng Lang Trần Tán Cửu thường đến nhà chơi, chuyển lời mời gặp của Nguyễn Tường Tam đến Thế Lữ. Mặc dù như đã từng nói với Song Kim "Suốt đời anh chỉ sống cho văn chương, nghệ thuật mà thôi. Anh không làm chính trị", nhưng sau Cách mạng tháng 8, Thế Lữ thể hiện thái độ ủng hộ Việt Minh và Chính phủ Hồ Chí Minh. Ông từ chối gặp mặt Nguyễn Tường Tam, cũng như không viết bài cho báo Việt Nam của Quốc dân Đảng.
Khi Hội nghị Văn hóa toàn quốc lần thứ nhất họp (24 tháng 11 năm 1946), Thế Lữ đã viết bản báo cáo Sân khấu Việt Nam và kế hoạch xây dựng nền tân kịch để đọc trước hội nghị. Trong bản báo cáo này, ông nêu lên sự quan trọng, cần thiết của việc xây dựng nền tân kịch (kịch nói), đồng thời đề ra một kế hoạch tương đối tỉ mỉ, chu đáo về tất cả các mặt diễn viên, tổ chức, sáng tác, nghiên cứu và tuyên truyền nghệ thuật kịch nói. Thế Lữ viết:
| “ | Nền tân kịch nước ta, cũng như mọi ngành văn hóa khác, cần phải mau tiến tới độ phong thịnh. Phải cùng với mọi công cuộc kiến thiết khác là một đài tạ nguy nga. ...Nghề diễn kịch cũng phải được yêu chuộng như thế. Muốn cho công chúng ham mê thì điều cần thiết nhất không riêng ở vở kịch phải dẫn dắt cho khéo mà còn ở, mà nhất là ở kỹ thuật biểu diễn của các tài tử... Tân kịch phải có những nghệ sĩ thuần thục về kỹ thuật, nghĩa là đã có đủ phương cách vận dụng tài năng, sai khiến giọng điệu của mình để làm rung động mọi người, để gây những mỹ cảm hoàn toàn cho công chúng, trong một cuộc tập hợp và cảm thông của tri thức đáng yêu quý, đáng ham mê mà ta gọi là diễn kịch... | ” |

Cuối năm 1946, tình hình căng thẳng giữa Việt Minh và quân Pháp lên cao, nhiều người dân tản cư trước cuộc chiến tranh sắp xảy ra. Được lời mời của một người bạn trong ban kịch là Nghiêm Hà Ngữ, Thế Lữ - Song Kim quyết định tản cư về Hòa Xá, Hà Đông..Vợ chồng ông khởi hành ngày 10 tháng 12, dù lúc đó vẫn hy vọng tản cư ít lâu rồi quay trở lại. Tối ngày 19 tháng 12, Chủ tịch Hồ Chí Minh kêu gọi toàn quốc kháng chiến, Thế Lữ - lúc đó đang ở Hòa Xá - nói với Song Kim: "Chúng ta không về Hà Nội nữa! Chúng ta đi kháng chiến". "Nhưng chúng ta sẽ làm gì được cho kháng chiến?", Song Kim hỏi. Thế Lữ trả lời: "Làm kịch! Phải! Làm kịch kháng chiến!".
Sau khi bắt liên lạc với Bùi Huy Phồn ở Vân Đình, Thế Lữ được biết về việc triệu tập các văn nghệ sĩ lên chiến khu Việt Bắc. Sau Tết Nguyên đán, đầu năm 1947, Song Kim và Thế Lữ lên đường từ Hòa Xá sang Phú Thọ, khởi đầu những tháng năm tham gia kháng chiến của hai người.

### Hoạt động văn nghệ kháng chiến
Lưu Quang Vũ nói về buổi kịch đầu tiên ở Ấm Thượng
Ở Phú Thọ, Thế Lữ – Song Kim đi lên Xuân Áng (Hạ Hòa, Phú Thọ), nơi tập trung nhiều văn nghệ sĩ tham gia kháng chiến. Đoàn văn hóa kháng chiến nơi đây do họa sĩ Tô Ngọc Vân làm trưởng đoàn được thành lập. Vợ chồng Thế Lữ, cũng như các văn nghệ sĩ khác, sống ở một nhà dân gần trại văn hóa kháng chiến, tham gia các hoạt động sáng tác, văn nghệ ở trại.
Ngày 19 tháng 8 năm 1947, để kỷ niệm hai năm ngày Cách mạng tháng 8 thành công, các văn nghệ sĩ trong Đoàn Văn hóa Kháng chiến tổ chức một tối kịch đầu tiên tại Ấm Thượng. Chương trình gồm hai vở Tay người đàn bà của Bùi Huy Phồn và Cụ đạo, sư ông của Thế Lữ, với Thế Lữ đóng vai cha Phan, họa sĩ Nguyễn Khang đóng vai cố đạo, Thanh Tịnh đóng thanh tra mật thám Pháp. Đêm kịch ở Ấm Thượng mở đầu cho những buổi diễn tiếp theo của Thế Lữ và nhóm kịch kháng chiến ở các vùng Ấm Hạ, Ao Châu... xung quanh.
Tại Đại hội Văn nghệ toàn quốc (tháng 7 năm 1948) thành lập Hội Văn nghệ Việt Nam, Thế Lữ được bầu làm Ủy viên thường vụ Ban chấp hành của Hội, kiêm trưởng Đoàn Sân khấu Việt Nam. Mùa hè năm 1948, nhân dịp Quân khu 10 tổ chức Đại hội tập huấn ở Vĩnh Trân, Thế Lữ dàn dựng vở kịch Đề Thám xuất quân, được Thế Lữ viết lại từ vở Đề Thám của Lưu Quang Thuận theo sự gợi ý của Thanh Tịnh. Đây là một vở diễn lớn được tổ chức ngoài trời, với hơn 150 diễn viên huy động từ lực lượng quân nhân, quần chúng ở quân khu, tái hiện lại cảnh lễ ra quân của Hoàng Hoa Thám trong cuộc khởi nghĩa Yên Thế.
Năm 1949, với phong trào văn nghệ đầu quân tham gia bộ đội, Đoàn Sân khấu Việt Nam chuyển thành Đoàn kịch Chiến Thắng. Thế Lữ, Song Kim cùng các nghệ sĩ trong đoàn đi theo các đơn vị Quân đội nhân dân Việt Nam, đi biểu diễn nhiều nơi tại Tuyên Quang, Yên Bái, Phú Thọ, Thái Nguyên... Ông tham gia đóng và dàn dựng hầu hết các vở của đoàn, như Đợi chờ, Giác ngộ, Anh Sơ đầu quân, Vết cũ, Vợ người thương binh, Ba người thợ... Tác giả của nhiều vở trong số này là Nguyễn Huy Tưởng, người cộng tác thường xuyên và tích cực nhất với Thế Lữ và đoàn kịch.
Năm 1952, Thế Lữ làm chỉ đạo nghệ thuật của Đoàn Văn công Nhân dân Trung ương. Ông dàn dựng bốn màn vở Những người ở lại của Nguyễn Huy Tưởng. Sau chiến thắng của quân đội Việt Minh tại Nghĩa Lộ, Thế Lữ viết và đạo diễn vở Tin chiến thắng Nghĩa Lộ, có sự tham gia của Song Kim vai bà mẹ, Thế Lữ vai Ké Hàm, một vai diễn thành công khác của ông. Thời gian này, ông cũng đi vào tìm hiểu về chèo, trực tiếp tham gia đóng và dàn dựng một số vở chèo.
Trong những năm Chiến tranh Đông Dương, bên cạnh làm kịch kháng chiến, Thế Lữ còn hoạt động văn học và báo chí. Ông là Ủy viên Ban Biên tập tạp chí Văn nghệ xuất bản hàng tháng ở Việt Bắc, tiền thân của báo Văn nghệ ngày nay.

## Sau 1954
Sau hiệp định Genève, hòa bình lập lại, Thế Lữ cùng các văn nghệ sĩ kháng chiến trở về Hà Nội. Ông tiếp tục hoạt động sân khấu, tham gia Đoàn Kịch nói Trung ương, tiền thân của Nhà hát Kịch Việt Nam. Thế Lữ dàn dựng lại toàn bộ vở Những người ở lại trên sân khấu Hà Nội, có sự tham gia của các diễn viên như Trúc Quỳnh, Mạnh Linh, Nguyễn Ninh, Hoàng Uẩn... Năm 1955, ông là Trưởng ban Nghiên cứu Nghệ thuật Sân khấu Việt Nam. Thế Lữ còn là chỉ đạo nghệ thuật của Đoàn Ca múa Nhân dân Trung ương đi biểu diễn tại các nước Liên Xô, Ba Lan, Trung Quốc.
Năm 1957, Hội Nghệ sĩ Sân khấu Việt Nam thành lập. Ông là Chủ tịch đầu tiên của hội và giữ cương vị này cho đến năm 1977. Ông cũng là hội viên sáng lập Hội Nhà văn Việt Nam, Phó Chủ tịch Hội Liên hiệp Văn học Nghệ thuật Việt Nam khóa II. Năm 1962, tại Đại hội Văn nghệ toàn quốc lần III, Thế Lữ tiếp tục được bầu làm Ủy viên thường vụ Ban Chấp hành. Ông là Đại biểu Quốc hội Việt Nam khóa II (1960–1964). Trong hồ sơ Văn phòng Quốc hội ghi Thế Lữ lúc đó là "Tổng đạo diễn thành phố Hà Nội".
Năm 1958, Luba, vở kịch dài Xô viết đầu tiên được dàn dựng tại Việt Nam, do đạo diễn Liên Xô Vasiliev chỉ đạo, quy tụ đông đảo hơn trăm nghệ sĩ, diễn viên, đạo diễn tham gia. Thế Lữ tham gia hội đồng đạo diễn, đồng thời tham gia đóng vai giáo sư Goronov Staev, một vai diễn ngắn trong vở kịch.
Từ thập niên 1960 trở đi, bên cạnh công tác tổ chức ở Hội Sân khấu, Thế Lữ ít tham gia biểu diễn trực tiếp mà thiên về lĩnh vực dịch thuật. Ông là dịch giả của nhiều kịch bản và tư liệu sân khấu. Ông còn được xem là một người thầy, một cố vấn giàu kinh nghiệm, luôn động viên và giúp đỡ những nghệ sĩ sân khấu đàn em.
Thế Lữ nghỉ hưu năm 1977. Năm 1979, ông vào Thành phố Hồ Chí Minh sống với người vợ đầu và các con sau nhiều năm xa cách. Ngày 22 tháng 9 năm 1983, Thế Lữ được nhà nước Việt Nam tặng thưởng Huân chương Độc lập hạng Ba. Năm 1984, ông được phong tặng danh hiệu Nghệ sĩ nhân dân đợt I.
Thế Lữ qua đời do tuổi già vào ngày 3 tháng 6 năm 1989 tại Thành phố Hồ Chí Minh, hưởng thọ 81 tuổi.

## Gia đình

Thế Lữ và Song Kim những năm 1960.

Thế Lữ lập gia đình khi mới 17 tuổi với người vợ đầu tên thật Nguyễn Thị Khương, hơn ông hai tuổi. Hai vợ chồng đã có bốn người con, ba trai một gái, đặt tên lần lượt là: Nghi, Tâm, Học, Tùng. Năm 1954, vợ và ba người con sau đã di cư vào miền Nam và sau này mãi đến năm 1979 gia đình Thế Lữ mới đoàn tụ. Người con cả tên Nguyễn Đình Nghi (1928 – 2001), từng tham gia kháng chiến cùng cha, được cha trực tiếp truyền nghề sân khấu. Nguyễn Đình Nghi ở lại miền Bắc, về sau trở thành một đạo diễn sân khấu nổi tiếng và được phong tặng danh hiệu Nghệ sĩ nhân dân vào năm 1988. Con dâu cả của Thế Lữ, vợ của Nguyễn Đình Nghi – Nghệ sĩ ưu tú Mỹ Dung cũng là một diễn viên kịch nói của Nhà hát Kịch Việt Nam.
Người vợ thứ hai của Thế Lữ, Song Kim (1913 – 2008), tên thật là Phạm Thị Nghĩa, kết hôn với ông vào cuối năm 1938. Bà say mê sân khấu từ bé, tình cờ làm quen với Thế Lữ và được ông mời đóng vai đầu tiên trong vở Gái không chồng (Đoàn Phú Tứ). Trở thành người bạn đời của Thế Lữ, bà đã gắn bó với ông trong nhiều thập niên sau đó. Sự nghiệp của Song Kim cũng gắn với hoạt động sân khấu của Thế Lữ, được Thế Lữ dìu dắt, bà đã đóng nhiều vai trong các vở kịch do Thế Lữ đạo diễn. Song Kim là một trong những diễn viên tiêu biểu của sân khấu kịch nói Việt Nam thời kỳ đầu, và cùng với Thế Lữ được phong tặng danh hiệu Nghệ sĩ nhân dân ngay trong đợt đầu tiên. Theo Nguyễn Khoa Điềm, những đồng nghiệp của Song Kim - Thế Lữ đã gọi hai vợ chồng bà là "hai thỏi vàng hiếm hoi, quý giá".

## Tác phẩm và phong cách nghệ thuật
Là một nghệ sĩ đa tài, Thế Lữ hoạt động rộng rãi trên nhiều lĩnh vực nghệ thuật, từ thơ, văn xuôi nghệ thuật (kinh dị, trinh thám, lãng mạn) cho đến báo chí, phê bình, dịch thuật và sân khấu. Trong tất cả các lĩnh vực, Thế Lữ đòi hỏi sự nghiêm túc, phong cách làm việc khoa học, cặn kẽ, tỷ mỷ, luôn muốn tìm ra sự hoàn mỹ. Đó là biểu hiện cho khát vọng của Thế Lữ: luôn săn đuổi và phụng thờ cái Đẹp đến suốt đời, như ông từng nêu tuyên ngôn trong bài thơ Cây đàn muôn điệu:
Tôi chỉ là một khách tình si
Ham vẻ Đẹp có muôn hình, muôn thể.
Mượn lấy bút nàng Ly Tao, tôi vẽ,
Và mượn cây đàn ngàn phím, tôi ca

### Thơ
Thế Lữ đã ra mắt khoảng hơn 50 bài thơ, chủ yếu được sáng tác trước năm 1945 và in trên hai tờ Phong hóa và Ngày nay, sau tập hợp vào hai tập thơ: Mấy vần thơ (1935) và Mấy vần thơ, tập mới (1941, gồm tập thơ cũ được bổ sung thêm một số bài mới). Tập thơ đầu, Mấy vần thơ được xem là tác phẩm tiêu biểu nhất của phong trào Thơ mới thời kỳ 1932-1935, với những bài được phổ biến rộng rãi thời kỳ đó. Bảy bài trong tập thơ đã được đưa vào hợp tuyển thơ Thi nhân Việt Nam (1942) của Hoài Thanh - Hoài Chân, gồm có Nhớ rừng, Tiếng trúc tuyệt vời, Tiếng sáo Thiên Thai, Vẻ đẹp thoáng qua, Bên sông đưa khách, Cây đàn muôn điệu và Giây phút chạnh lòng.
Chủ đề

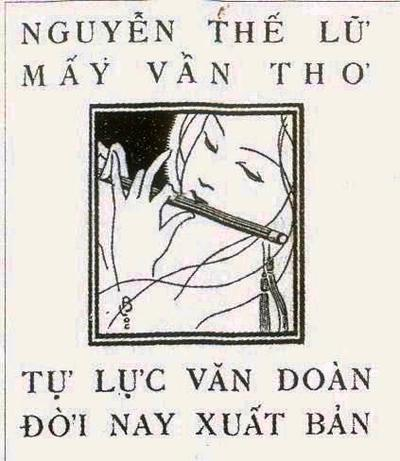
Trang bìa tập Mấy vần thơ xuất bản lần đầu tiên (1935). Tranh do Trần Bình Lộc vẽ.

Như bút danh "người khách đi qua trần thế" của mình, Thế Lữ được xem là người đầu tiên đề xướng con đường thoát ly bằng nghệ thuật, công khai tuyên bố chỉ đi tìm cái Đẹp. Thơ ông thể hiện niềm say mê với cái Đẹp, đi tìm cái Đẹp ở mọi nơi, ở âm thanh (Tiếng trúc tuyệt vời, Tiếng sáo Thiên Thai, Tiếng gọi bên sông) và cảnh sắc thiên nhiên. Thiên nhiên trong thơ Thế Lữ là một thiên nhiên của "một không gian tươi đẹp, rộng mở, rộn ràng sắc màu và thanh âm", là "những bức tranh lộng lẫy và huyền ảo, có khi hùng vĩ uy nghi, có khi thơ mộng bí ẩn". Nhiều bài thơ của Thế Lữ thể hiện hình ảnh cõi tiên, với tiên nga, ngọc nữ, tiếng sáo Thiên Thai, hạc trắng hoa đào... Hoài Thanh nhận định: "Ở xứ ta từ khi có người nói chuyện tiên, nghĩa là từ khi có thi sĩ, chưa bao giờ ta thấy thế giới tiên có nhiều vẻ đẹp đến thế"; tuy nhiên ông cũng cho rằng Thế Lữ đã đi nhầm đường, bởi "thi nhân tưởng quê mình là tiên giới và quên rằng đặc sắc của người chính ở chỗ tả những vẻ đẹp của trần gian". Vũ Ngọc Phan không tán thành với Hoài Thanh, ông cho rằng cái đẹp tưởng tượng kia của Thế Lữ một ngày nào đó có thể trở thành cái đẹp có thực nơi trần thế. Thơ Thế Lữ cũng thể hiện cảm hứng dồi dào với nghệ thuật và với nàng Thơ mà theo Uyên Thao, nghệ thuật đã là "một phần cuộc sống", "một người bạn tâm giao" hay được ông coi như "một người yêu" của chính mình.
Nhiều sáng tác thơ của Thế Lữ cũng về đề tài tình yêu. Tình yêu trong thơ Thế Lữ thường thiên về thanh cao, mộng ảo, chứ không say đắm yêu đương hay buông tuồng như các bài thơ mới sau này. Theo Nguyễn Nhược Pháp, Thế Lữ không hề có những niềm say mê trong tình yêu. Ông chỉ đi tìm người con gái trong mộng tưởng, vẻ đẹp của người thiếu nữ ấy chợt xuất hiện, thoảng qua và chợt biến mất "như những khoảnh khắc mê say chợt đến". Thơ Thế Lữ thiếu đi cái xúc động, cái mãnh liệt của ái ân đôi lứa như trong thơ của Lưu Trọng Lư, Xuân Diệu, Hàn Mặc Tử. Theo Hoàng Như Mai, tình yêu trong thơ Thế Lữ không phải để cứu cánh mà là để làm nền để vẽ nên cái Đẹp; ông đã dựng nên nhiều kiểu tình yêu "tiêu cực": mơ hồ, mộng tưởng, vô vọng, đau khổ... Dù vậy, ông không ca ngợi cái đẹp của tình yêu vô vọng đau khổ, mà tìm thấy ở đó những khoảng đẹp của niềm hy vọng, sự hy sinh...
Theo Nguyễn Hoành Khung, thơ Thế Lữ thể hiện "cái tôi" muốn thoát ly với xã hội; ở một số bài thơ (Người phóng đãng, Con người vơ vẩn, Tự trào...), ông tạo dựng hình ảnh một kiểu người tài tử, bất hòa với xã hội, chán ghét cuộc sống trưởng giả, sống ngông nghênh, cô độc và kiêu hãnh. Thơ Thế Lữ nói lên khát khao được sống tự do, thoát khỏi tù túng để đến với thế giới bao la hơn. Bài thơ Nhớ rừng mượn lời con hổ trong vườn bách thảo, được xem là đã diễn tả tâm sự của một lớp người đang đau khổ trong cuộc sống "bị nhục nhằn tù hãm", chán ghét thực tại tầm thường giả dối, nhưng bất lực và chỉ biết chìm đắm vào dĩ vãng oai hùng, thể hiện tư tưởng giải phóng cá nhân và khát vọng tự do; bài Tiếng hát bên sông lại có hình ảnh người "khách chinh phu" dũng cảm gạt tình riêng ra đi trong lúc "non sông mờ cát bụi", thể hiện những ưu ái về thời thế và đất nước của Thế Lữ. Dù muốn thoát ly, nhưng cái tôi của Thế Lữ trong Mấy vần thơ vẫn buồn, chân trời thoát ly còn chưa được mở ra hết. Sau này, trong Mấy vần thơ, tập mới (1941), Thế Lữ đã rơi vào bế tắc, ông làm thơ Trụy lạc, Ma túy, "biểu lộ tâm trạng chán chường, tuyệt vọng, buông mình trong trụy lạc để tìm quên lãng, nhưng vẫn không nguôi dằn vặt, đau khổ".
Cách tân nghệ thuật
Thế Lữ được xem là người có đóng góp đáng kể vào việc hiện đại hóa thơ Việt Nam. Tuy chưa thoát hẳn khỏi phong cách diễn đạt ước lệ của thơ cũ, thơ ông đã có những cách tân táo bạo về hình thức nghệ thuật. Ông đã thử nghiệm nhiều thế thơ khác nhau (trừ thơ Đường luật), bao gồm cả lục bát, song thất lục bát, năm chữ, bảy chữ, tám chữ trường thiên và cả thơ phá thể. Do đặt nặng tính duy lý, nên đơn vị trong thơ Thế Lữ không phải là mỗi câu thơ đơn lẻ mà là một mảng thơ, cấu trúc theo văn phạm tiếng Pháp. Khác với thơ cũ thường hàm súc, cô đọng, thơ ông thường đề cao tính dư thừa và diễn đạt khúc chiết, logic. Vì lý do này, Thế Lữ thường sử dụng lối "bắc cầu" thông dụng trong thơ Pháp, nhằm kết dính các câu thơ và cả đoạn thơ thành một mạch với nhau. Ông cũng sử dụng nhiều thủ pháp nghệ thuật, như phép đảo ngữ, sử dụng nhiều dấu câu, liên từ..., tuy nhiên những cách tân này không góp phần làm mới nhiều đến giọng điệu hoặc thể thơ trong thơ Thế Lữ. Những thể thơ đấy Thế Lữ chưa sử dụng thuần thục, về sau được các nhà thơ mới khác khắc phục. Ở thời kỳ đầu của Thơ mới, những cách tân của Thế Lữ đã mở đường cho bút pháp của nhiều nhà thơ sau này.
Đánh giá
Hà Minh Đức nhận xét: "Thơ Thế Lữ giàu chất lãng mạn, trữ tình. Hình ảnh thơ đẹp, giọng điệu thơ mềm mại, trau chuốt. Tuy nhiên, cảm hứng thơ ít phát triển, hình tượng thơ có ít biển hóa và trong một số trường hợp rơi vào đơn điệu". Lê Tràng Kiểu cho rằng, thơ Thế Lữ chỉ có giá trị ở những bài "có ít nhiều vẻ tiên", còn lại có nhiều bài lại thật dở: "vần điệu lủng củng, ý tứ ngớ ngẩn trẻ con, tình cảm giả dối hết sức, và câu kéo lôi thôi quá".Lê Tràng Kiều đánh giá: "thơ Thế Lữ chỉ phơn phớt ngoài tâm hồn", chứ không đi sâu vào tâm hồn người đọc như thơ Lưu Trọng Lư, Nguyễn Vỹ, Thái Can, và kết luận rằng: "Thế Lữ là một nhà thơ kém hoàn toàn hơn hết". Uyên Thao khi bình luận, cũng cho rằng Thế Lữ chỉ hoàn toàn thành công ở một số bài như Nhớ rừng, Ý thơ, Tiếng sáo Thiên Thai, Giây phút chạnh lòng, còn lại thì chỉ thành công ở từng tiếng, từng âm, trong mỗi đoạn, mỗi câu.
Dù như thế nào, ảnh hưởng và vai trò tiên phong của Thế Lữ đối với thơ mới vẫn được công nhận. Vũ Ngọc Phan ghi nhận: "Phan Khôi, Lưu Trọng Lư chỉ là những người làm cho người ta chú ý đến thơ mới mà thôi, còn Thế Lữ mới chính là người làm cho người ta tin cậy ở tương lai của thơ mới". Và Hoài Thanh hoa mỹ hơn: "Độ ấy thơ mới vừa ra đời, Thế Lữ như vầng sao đột hiện ánh sáng chói khắp cả trời thơ Việt Nam... Thế Lữ không bàn về thơ mới, không bênh vực thơ mới, không bút chiến, không diễn thuyết, Thế Lữ chỉ lặng lẽ, chỉ điềm nhiên bước những bước vững vàng, mà trong khoảnh khắc cả hàng ngũ thơ xưa phải tan vỡ".

### Truyện
Bên cạnh thơ, Thế Lữ là tác giả của gần 40 truyện, gồm sáu truyện vừa, còn lại là truyện ngắn. Truyện của ông, theo cách xếp quen thuộc được chia làm 3 thể loại chính: truyện kinh dị (Vàng và máu, Bên đường Thiên Lôi), truyện trinh thám (Lê Phong và Mai Hương, Gói thuốc lá, Đòn hẹn, Tay đại bợm...) và truyện lãng mạn núi rừng (Gió trăng ngàn, Trại Bồ Tùng Linh). Ở thể loại huyền bí, huyền tưởng và trinh thám, các sáng tác của Thế Lữ chịu ảnh hưởng từ văn chương duy lý phương Tây nói chung và các tác phẩm của Edgar Allan Poe nói riêng, có truyện (Trại Bồ Tùng Linh) lại viết theo phong cách của Bồ Tùng Linh với Liêu trai chí dị. Ở nhiều tác phẩm, Thế Lữ vừa phủ lên nó sự rùng rợn, huyền bí, lại vừa lý luận để giải thích những hiện tượng trên một cách khoa học. Điều này cũng phù hợp với quan niệm của Thế Lữ và nhóm Tự Lực văn đoàn thời đấy, tức đề cao khoa học, chống sự thần bí hoang đường, "đem phương pháp khoa học Thái Tây áp dụng vào văn chương Việt Nam". Ông cũng đưa yếu tố lãng mạn cùng chất thơ vào truyện, có nhiều trang văn khắc họa tài hoa cảnh trí thiên nhiên, đặc biệt có sự phân tích tâm lý nhân vật một cách tinh tế. Nhiều truyện được ông viết kỹ lưỡng, lối hành văn của ông có nhiều ưu điểm, như theo Phạm Thế Ngũ: "Trong tất cả các nhà văn Tự Lực văn đoàn, Thế Lữ có lẽ là người có câu văn tinh vi rèn giũa hơn cả... Câu văn của ông có tính cách phân tích, cú pháp chặt chẽ, mạch nghĩa sáng tỏ, chữ dùng chính xác, nhiều khi không ghét sự cao kỳ, sự kiểu cách, song nhất định không chấp nhận sự trùng điệp, sự nhàm thường".
Tập truyện đầu tiên của Thế Lữ, Vàng và máu (1934) là tác phẩm tiêu biểu và thành công nhất của ông ở thể loại kinh dị, đã trở thành một hiện tượng mới lạ ngay từ khi ra đời và để lại dư âm đến nhiều năm sau. Với tác phẩm này, Phan Trọng Thưởng đánh giá Thế Lữ là "tác giả đạt đến đỉnh cao nghệ thuật" của loại truyện ly kỳ rùng rợn, Lê Huy Oanh gọi đây là "một trong những tác phẩm thuộc loại truyện rùng rợn có giá trị lớn trong kho tàng tiểu thuyết Việt Nam". Gồm một truyện vừa (Vàng và máu) và ba truyện ngắn (Một đêm trăng, Con châu chấu tre, Ma xuống thang gác), trong đó đặc sắc nhất là Vàng và máu và Một đêm trăng, tập truyện này được đánh giá cao ở lối kể chuyện hấp dẫn, li kỳ, gây tò mò và xúc động cho độc giả, xây dựng giản dị, có kết giải, lối văn gọn gàng, thanh thoát, trí tưởng tượng và khiếu phân tích phong phú, những đoạn tả cảnh vừa tỷ mỉ lại rùng rợn mà có thi vị.
Ở thể loại trinh thám, Thế Lữ cùng Phạm Cao Củng được xem là hai tác gia mở đầu truyện trinh thám ở Việt Nam. Vũ Ngọc Phan đánh giá ở thể loại này Thế Lữ chưa thành công. Truyện của ông ít mang màu sắc Việt Nam, như theo Phạm Thế Ngũ, truyện trinh thám của Thế Lữ có nhược điểm: "Tiểu thuyết của ông cao quá, lấy làm truyện những điều lạ quá, làm nhân vật những người hiếm quá... Cao quá cả ở cách viết săn sóc chải chuốt, cách lập luận khoa học tỷ mỷ, vì vậy không phổ biến trong độc giả trung bình...". Các tác phẩm trinh thám của ông có nhiều tình tiết phi lý, không gian và thời gian truyện ngắn và hẹp một cách khiên cưỡng. Ở thể loại lãng mạn, đáng kể là tập truyện Gió trăng ngàn (1941), gồm tám truyện ngắn, được xem như những "bài thơ bằng văn xuôi", tất cả đều kể về những mối tình đẹp và thơ mộng giữa những chàng trai miền xuôi và những cô gái vùng cao, trong bối cảnh núi rừng thiên nhiên miền sơn cước.

### Sân khấu
Trong sân khấu, Thế Lữ được biết đến ở cả hai vai trò: diễn viên và đạo diễn. Ông là đạo diễn và đồng đạo diễn của gần 50 vở và đã đóng khoảng 26 vai diễn khác nhau. Thời kỳ đầu, ông thường say mê tìm đọc các cuốn sách về sân khấu, đặc biệt là sân khấu Pháp, trong đó có Nghệ thuật đóng kịch của Sarah Bernhardt, Những cổ động viên sân khấu của Louis Jouvet... Ông ưa thích sự bạo liệt, hình thức trau chuốt, vẻ đẹp hoàn hảo, lộng lẫy của sân khấu cổ điển Pháp, đặc biệt luôn yêu thích và học hỏi lối diễn của nữ diễn viên Pháp Sarah Bernhardt. Dù vậy, cho đến trước Cách mạng tháng 8, ông vẫn chưa hề đọc một cuốn sách nước ngoài nào về công việc đạo diễn. Thế Lữ đi theo lối diễn hiện thực (réaliste) chứ không theo lối ước lệ (symbolique) như sân khấu tuồng, chèo truyền thống.
Khi chưa được tiếp xúc trực tiếp với phương pháp hiện thực tâm lý của Stanislavsky, nhìn chung phong cách và quan niệm diễn xuất của Thế Lữ đã nằm trong những nguyên lý cơ bản của phương pháp này. Ông đặt ra yêu cầu đối với người diễn viên là phải diễn xuất cho chân thực: "Phải căn cứ vào sự thực hoàn toàn, cố chép cho giống với sự thực một cách chi ly. Có như thế mới làm khán giả tin được, vững chắc trên cái nền tả chân, rồi sau mới tô điểm, thêm bớt, mà có lẽ sẽ bớt nhiều hơn thêm". Dù vậy, Thế Lữ không chủ trương sao chép đúng y nguyên sự thực, mà điều quan trọng là phải diễn tả được cái thần bên trong, phải lột tả được nội tâm nhân vật một cách sắc sảo chứ không phải là sự vụn vặt bên ngoài. Vai diễn ông Ký Cóp, một trong những vai thành công nhất của Thế Lữ, đã gây hiệu quả sân khấu sâu đậm với người xem qua những lớp diễn kỹ càng, tỉ mỉ, mang tính tìm tòi mà ông thể hiện. Theo nhà nghiên cứu Tất Thắng: "Thế Lữ đã tạo ra một lối diễn kỹ về động tác, cử chỉ ngoại hình, và bước đầu có sự phân tích hợp lý trong sự phát triển về tâm lý nhân vật. Một thời người ta đã gọi đó là diễn kịch kiểu Thế Lữ".
Là một đạo diễn, bên cạnh diễn xuất, ông còn quan tâm đặc biệt đến phần đài từ của diễn viên, đòi hỏi người diễn viên phải thốt lời sao cho "tròn vành rõ chữ", mạch lạc, rành rẽ, thể hiện sự hiểu biết thấu đáo về ý nghĩa của từng câu chữ. Ông cũng chú trọng nhiều đến hóa trang, phục trang, ánh sáng, mỹ thuật và cách bài trí sân khấu, để tìm ra hiệu quả tối đa ở mỗi vở diễn.
Về sáng tác, Thế Lữ là tác giả của hơn 20 kịch bản kịch nói, hai vở kịch thơ (Tục lụy và Dương Quý Phi), đồng tác giả vở chèo Tấm Điền và ca kịch bài chòi Tiếng sấm Tây Nguyên (viết cùng Thanh Nhã). Phần lớn tác phẩm kịch của ông được viết nhằm đáp ứng yêu cầu phục vụ phục vụ cách mạng và kháng chiến hoặc chỉ khi tập thể của ông cần. Trong một bài phỏng vấn năm 1962, ông tự nhận mình "chỉ là người đạo diễn và diễn kịch" và trong bài báo năm 1971, ông nói rằng mình đang thai nghén viết một "vở kịch đầu tiên".
Thế Lữ mong muốn tìm ra một phong cách riêng cho sân khấu Việt Nam mà không rập khuôn theo lối kịch châu Âu. Thế Lữ cũng chủ trương đem chất thơ mộng, huyền ảo vào sân khấu, vì thế những vở kịch nói của ông không chỉ là nói mà còn xem lẫn nhiều kịch câm (như diễn xuất của Thế Lữ trong Ông Ký Cóp, Người mù, Tin chiến thắng Nghĩa Lộ...). Ông cũng thử nghiệm cải tiến lối ngâm thơ trong kịch thơ Dương Quý Phi (1942, gồm hai vở Trầm hương đình và Mã Ngôi Pha), chủ trương phát huy tính nhạc điệu, tính hàm súc của lời thơ trong cách nói thường chứ không ngân nga như lối diễn trước đó. Những sáng tạo trên, cũng như những sáng tác chèo và ca kịch sau này, được xem như những thể nghiệm của Thế Lữ nhằm mục đích sáng tạo ra một loại kịch nói mang tính dân tộc, một "cách phô diễn Việt Nam" cho sân khấu.

## Vinh danh
Sau khi qua đời, Thế Lữ tiếp tục được ghi nhận như một nghệ sĩ tiên phong, đặc biệt có công lớn trong việc mở đầu phong trào Thơ mới và là "người đầu tiên đưa hoạt động nghệ thuật biểu diễn kịch nói ở nước ta trở thành chuyên nghiệp và có công xây dựng nó trở thành một nghệ thuật sân khấu hoàn chỉnh". Trong lời truy điệu dành cho Thế Lữ, Tổng Thư ký Hội Nghệ sĩ Sân khấu Việt Nam Dương Ngọc Đức phát biểu:
| “ | Thế Lữ là một trong những người đầu tiên đã đưa kịch nói lên sân khấu Việt Nam. Ông cũng là nhà đạo diễn số một, đầu tiên ở nước ta, là người đưa kịch nói từ trình độ nghiệp dư lên chuyên nghiệp... Xét về phương diện này, Thế Lữ xứng đáng được gọi là Người sáng lập ra nền kịch nói Việt Nam. | ” |

Ông đã được dựng tượng đặt ở chính giữa Nhà truyền thống của Nhà hát Kịch Việt Nam, có tiền thân là Đoàn Kịch nói Trung ương do ông sáng lập. Năm 2000, Thế Lữ được Nhà nước Việt Nam truy tặng Giải thưởng Hồ Chí Minh về văn học nghệ thuật trong lĩnh vực sân khấu cho hai tác phẩm Cụ đạo, sự ông và Đề Thám, hai vở kịch được ông sáng tác và biểu diễn trong những năm kháng chiến.
Thế Lữ đã được đặt tên cho một số đường phố ở Đà Nẵng, Hải Phòng, Huế và Thành phố Hồ Chí Minh:
- Đường Thế Lữ, xã Tân Nhựt, huyện Bình Chánh, Thành phố Hồ Chí Minh.
- Đường Thế Lữ, phường Mân Thái và An Hải Bắc, quận Sơn Trà, thành phố Đà Nẵng.
- Đường Thế Lữ, phường Thượng Lý, quận Hồng Bàng, thành phố Hải Phòng.
- Đường Thế Lữ, phường Thuận Lộc, quận Phú Xuân, thành phố Huế.
- Đường Thế Lữ, phường Đông Thọ, thành phố Thanh Hóa, tỉnh Thanh Hóa.
- Đường Thế Lữ, phường Biên Giang, quận Hà Đông, thành phố Hà Nội.
- Đường Thế Lữ, phường Tân Hòa, thành phố Buôn Ma Thuột, tỉnh Đắk Lắk.
- Đường Thế Lữ, phường Điện Ngọc, thị xã Điện Bàn, tỉnh Quảng Nam.
- Đường Thế Lữ, phường 9, thành phố Cà Mau, tỉnh Cà Mau.
- Đường Thế Lữ, phường Quyết Thắng, thành phố Kon Tum, tỉnh Kon Tum.

## Danh mục tác phẩm
| Thơ - Mấy vần thơ (1935), 47 bài thơ. - Mấy vần thơ, tập mới (1941). - Nhớ rừng(1934) (in trọng tập mấy vần thơ). Kịch - Dương Quý Phi (1942), gồm hai vở: - Trầm hương đình. - Mã Ngôi Pha. - Người mù (1946). - Cụ đạo sư ông (1946). - Đoàn biệt động (1947). - Đề Thám (1948). - Đợi chờ (1949). - Tin chiến thắng Nghĩa Lộ (1952). Thế Lữ cũng là dịch giả nhiều vở kịch của Shakespeare, Goethe, Schiller... | TruyệnVàng và máu (1934). Bên đường thiên lôi (1936). Lê Phong phóng viên (1937). Mai Hương và Lê Phong (1937). Đòn hẹn (1937). Gói thuốc lá (1940). Gió trăng ngàn (1941). Trại Bồ Tùng Linh (1941). Thoa (truyện ngắn, 1942). Truyện tình của anh Mai (truyện vừa, 1953). Tay đại bợm (truyện ngắn, 1953). Ba hồi kinh dị (truyện ngắn, 1968). Lời bài hátXuân và tuổi trẻ (1946) phổ lời cho nhạc bởi La Hối. |